# Thành phố Hồ Chí Minh FC
Thành phố Hồ Chí Minh FC – wietnamski klub piłkarski z siedzibą w Ho Chi Minh, występujący w V-League.

## Sukcesy
- 4-krotny mistrz Wietnamu: 1986, 1994, 1997, 2002
- 2-krotny zdobywca Pucharu Wietnamu: 1992, 2000